# Scindapsus marantifolius
Scindapsus marantifolius är en kallaväxtart som beskrevs av Friedrich Anton Wilhelm Miquel. Scindapsus marantifolius ingår i släktet Scindapsus och familjen kallaväxter.
Artens utbredningsområde är Java. Inga underarter finns listade.